# 三笑亭夢太朗
三笑亭 夢太朗（さんしょうてい ゆめたろう、1948年12月3日 - ）は、落語家。落語芸術協会理事、日本演芸家連合会長。東京都大田区出身。本名∶大石 雅一。出囃子は『勧進帳・舞の合方』、定紋は『夢』の字。

## 経歴
日本学園高等学校卒業。放送作家の高田文夫は高校の同級生。
1967年2月に三笑亭夢楽へ入門し、3月に前座となり夢二と名乗る。
1971年4月、二ツ目昇進。
1981年4月、三遊亭栄馬、桂南八と共に真打昇進し、夢太朗に改名。
2017年8月、四代目三遊亭金馬から引き継ぎ、日本演芸家連合第六代会長に就任。

## 芸歴
- 1967年
  - 2月 - 三笑亭夢楽に入門。
  - 3月 - 前座となる、前座名「夢二」。
- 1971年4月 - 二ツ目昇進。
- 1981年4月 - 真打昇進、「夢太朗」に改名。

## 受賞歴
- 1979年（昭和54年）10月 第8回NHK新人落語コンクール優秀賞
- 1980年（昭和55年）度 芸術祭優秀賞（芸協若手五人衆の一人として）
- 1980年（昭和55年）6月 国立演芸場花形新人賞 銀賞
- 2021年（令和3年）12月 文化庁長官表彰[4][5]

## 弟子

### 浪曲
- 三代目広沢菊春 - 2024年5月より内輪として加入[6]